# كلن (كامبريدجشير)
كلن (بالإنجليزية: Colne, Cambridgeshire)‏ هي قرية وأبرشية مدنية تقع في المملكة المتحدة في إنجلترا.